# دمیترو زاوادسکی
دمیترو زاوادسکی (اوکراینی: Дмитро Олександрович Завадський؛ زادهٔ ۴ نوامبر ۱۹۸۸) بدمینتون‌باز اهل اوکراین است.

## حرفه
وی همچنین از بدمینتون‌بازان بازی‌های المپیک تابستانی ۲۰۱۲ بوده‌است.